# 酒井忠興

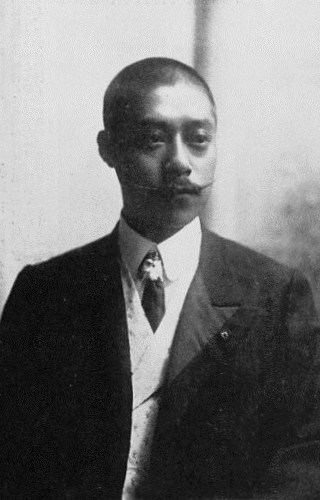
酒井忠興

酒井 忠興（さかい ただおき、1879年（明治12年）6月6日 - 1919年（大正8年）9月22日）は、日本の植物研究家、華族。位階爵位は従三位伯爵。雅楽頭系酒井家25代当主で、播磨姫路藩第10代藩主だった華族の酒井忠邦の長男。

## 略歴
- 1879年（明治12年）6月6日、かつて姫路藩第10代藩主だった華族の酒井忠邦の長男として生まれる（忠邦は忠興が生まれる前の3月25日に死去した）。
- 1887年（明治20年）6月6日、先代当主酒井文子（7代藩主酒井忠顕正室）より家督を継承。伯爵に叙せられる[1]。
- 1903年（明治36年）、第5回内国博覧会にオドントグロッサムを出品する。
- 1919年（大正8年）9月22日、死去。享年40。

## 庭園
江戸時代以来から巣鴨にあった下屋敷の庭園に手を加えて金鶏園を作った。温室や花壇、苗圃、茶室などが設けられ、珍しいラン科の植物が栽培された。

## 親族
- 妻：夏子 - 公爵・三条実美の七女
- 養嗣子：酒井忠正 - 備後福山藩第10代藩主で最後の藩主・阿部正桓の二男。
- 長女：酒井秋子 - 忠正の妻。
- 二女：酒井菊子 - 旧加賀藩主前田本家第16代当主・前田利為の妻。
- 姉：清子 - 子爵前田利定の妻[3]

## 墓所
- 谷中霊園 - 夫妻の墓がある。父母の墓も同所。